# Pulicaria vulgaris
Espèce
Synonymes
- Aster pulicaris (L.) Scop.
- Diplopappus vulgaris (Gaertn.) Bluff & Fingerh.
- Inula pulicaria L.
- Pulicaria pratensis Scheele
- Pulicaria prostrata (Gilib.) Asch.
- Pulicaria pulicaria (L.) H. Karst.

Pulicaria vulgaris, la Pulicaire commune, est une espèce de plante à fleurs de la famille des Astéracées.

## Description
C'est une plante herbacée annuelle.

## Menace et statut de protection
L'état de sa population sur la liste rouge de l'UICN est considéré en 2014, comme stable.
En France, l'espèce est protégée sur l'ensemble du territoire métropolitain. Elle figure sur la liste rouge des plantes du Nord-Pas-de-Calais.
L'espèce est également protégée en Algérie.